# Corrençon-en-Vercors
Corrençon-en-Vercors is een gemeente in het Franse departement Isère (regio Auvergne-Rhône-Alpes) en telt 364 inwoners (2007). De plaats maakt deel uit van het arrondissement Grenoble.

## Geografie
De oppervlakte van Corrençon-en-Vercors bedraagt 37,7 km², de bevolkingsdichtheid is 9,3 inwoners per km².
De onderstaande kaart toont de ligging van Corrençon-en-Vercors met de belangrijkste infrastructuur en aangrenzende gemeenten.

## Demografie
Onderstaande figuur toont het verloop van het inwonertal (bron: INSEE-tellingen).